# Бакылы (футбольный клуб)
«Бакылы» (азерб. Bakılı Futbol Klubu) — азербайджанский футбольный клуб из Баку. Выступает в первом дивизионе Азербайджана. Официальное название — футбольный клуб «Бакылы». Был основан в 1995 году Мисиром Саттар оглу Абиловым.

## История
Клуб был создан в 1995 году под названием «Араз» и состоял из игроков-любителей. 27 марта 1997 года прошёл государственную регистрацию в Министерстве юстиции Азербайджанской Республики. 3 февраля 1998 года клуб поменял название на «Бакылы».
В высшей лиге страны выступал в сезонах 1997/98, 1998/99, 2003/04, 2004/05, 2008/09.

## Руководство
- Президент и учредитель клуба — Мисир Саттар оглу Абилов.
- Вице-президент — Салман Расулов.

## Тренерский состав
- И. о. главного тренера — Бахтияр Гуламов